# نهائي كأس السلطان حسين 1922
نهائي كأس السلطان حسين 1922 كانت المباراة النهائية لكأس السلطان حسين 1921 -22، كان بين فريقي المختلط (نادي الزمالك الآن) وشيروود فورسترس (Sherwood Foresters) من بريطانيا العظمى، المختلط فاز بالمباراة 3-1.

## تفاصيل المباراة
| نادي الزمالك | 3 – 1 | شيروود فورسترس |
| ------------ | ----- | -------------- |
|              |       |                |

## روابط خارجية
- http://www.angelfire.com/ak/EgyptianSports/ZamalekInSultanCup.html#1921